# Algyroides moreoticus
Algyroides moreoticus е вид влечуго от семейство Гущерови (Lacertidae). Видът е почти застрашен от изчезване.

## Разпространение
Разпространен е в Гърция.

## Описание
Популацията на вида е намаляваща.